# Harry August Jansen

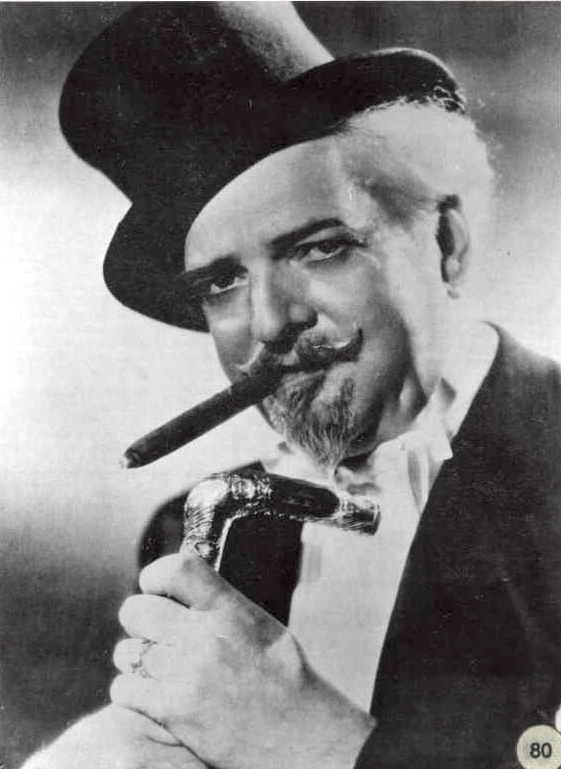
Harry August Jansen als Dante

Harry August Jansen, geborener Jensen (* 3. Oktober 1883 in Kopenhagen, Dänemark; † 15. Juni 1955 in Los Angeles, Kalifornien, Vereinigte Staaten) war ein US-amerikanischer Zauberkünstler dänischer Herkunft, der unter dem Künstlernamen Dante weltweite Bekanntheit erlangte.

## Leben und Werk
Im Alter von sechs Jahren kam Jensen mit seiner Familie nach Saint Paul im US-Bundesstaat Minnesota. Nachdem er bereits mit 16 Jahren das erste Mal auf der Bühne gestanden hatte, tourte er später als The Great Jansen (jetzt Jansen statt Jensen) durch die ganze Welt. 1922 wurde der Zauberkünstler Howard Thurston (1869–1936) auf ihn aufmerksam und erkannte sein Talent. Er ließ ihn in seiner Show auftreten und gab ihm fortan den Namen Dante in Anlehnung an den US-amerikanischen Zauberkünstler Oscar Eliason (1869–1899), der bereits unter diesem Namen aufgetreten war und bei einem Unfall in Australien ums Leben gekommen war.
Dante verpackte seine Shows in aufwändige Revuen, in denen er mit 25 bis 40 Mitarbeitern auf der Bühne stand. So bereiste er weltweit (darunter auch Deutschland) Theater und Varietés, trat in Filmen und später auch im Fernsehen auf. Er schuf auch, basierend auf einem dänischen Kinderlied, den „Zauberspruch“ Sim Sala Bim, der zu seinem Markenzeichen wurde. 1940 produzierte er die Broadway-Show Sim Sala Bim im New Yorker Morosco Theatre. 1942 spielte er sich selbst in der Laurel-und-Hardy-Komödie Die Geheimagenten.
Mit der fortschreitenden Verbreitung des Fernsehens mussten immer mehr Theater und Varietés aufgrund sinkender Zuschauerzahlen schließen, weswegen sich Dante in den späten 1940er-Jahren in Südkalifornien zur Ruhe setzte, wo er im Alter von 71 Jahren auf seiner Ranch an einem Herzinfarkt verstarb.
Im Jahr 1991 veröffentlichte der Zauberkunst-Historiker Phil Temple basierend auf seiner Freundschaft mit Familienmitgliedern und ehemaligen Mitarbeitern Dantes sowie auf persönlichen Aufzeichnungen Dantes eine Biographie mit dem Titel Dante – The Devil Himself. 2006 veröffentlichte Marion Trikosko basierend auf persönlichen Erinnerungen einer zweijährigen Mitarbeit an Dantes Revuen ein Buch mit dem Titel Trouping with Dante.